# Plaubel
Plaubel est un fabricant allemand d'appareils photographiques fondé en novembre 1902 par Hugo Schrader, qui a appris la technologie des appareils photo et des objectifs en tant qu'apprenti chez Voigtländer à Braunschweig à la fin des années 1800 avant d'être employé par un fabricant et distributeur d'appareils photo et d'objectifs de Francfort, le Dr R. Krügener, dont il a épousé la fille. Hugo Schrader et sa femme décident d'ouvrir leur propre entreprise, Plaubel & Co, en tant que distributeurs et fabricants d'appareils photo et d'objectifs, en lui donnant le nom de son beau-frère, car il pensait que Plaubel était plus facile à mémoriser que Schrader.

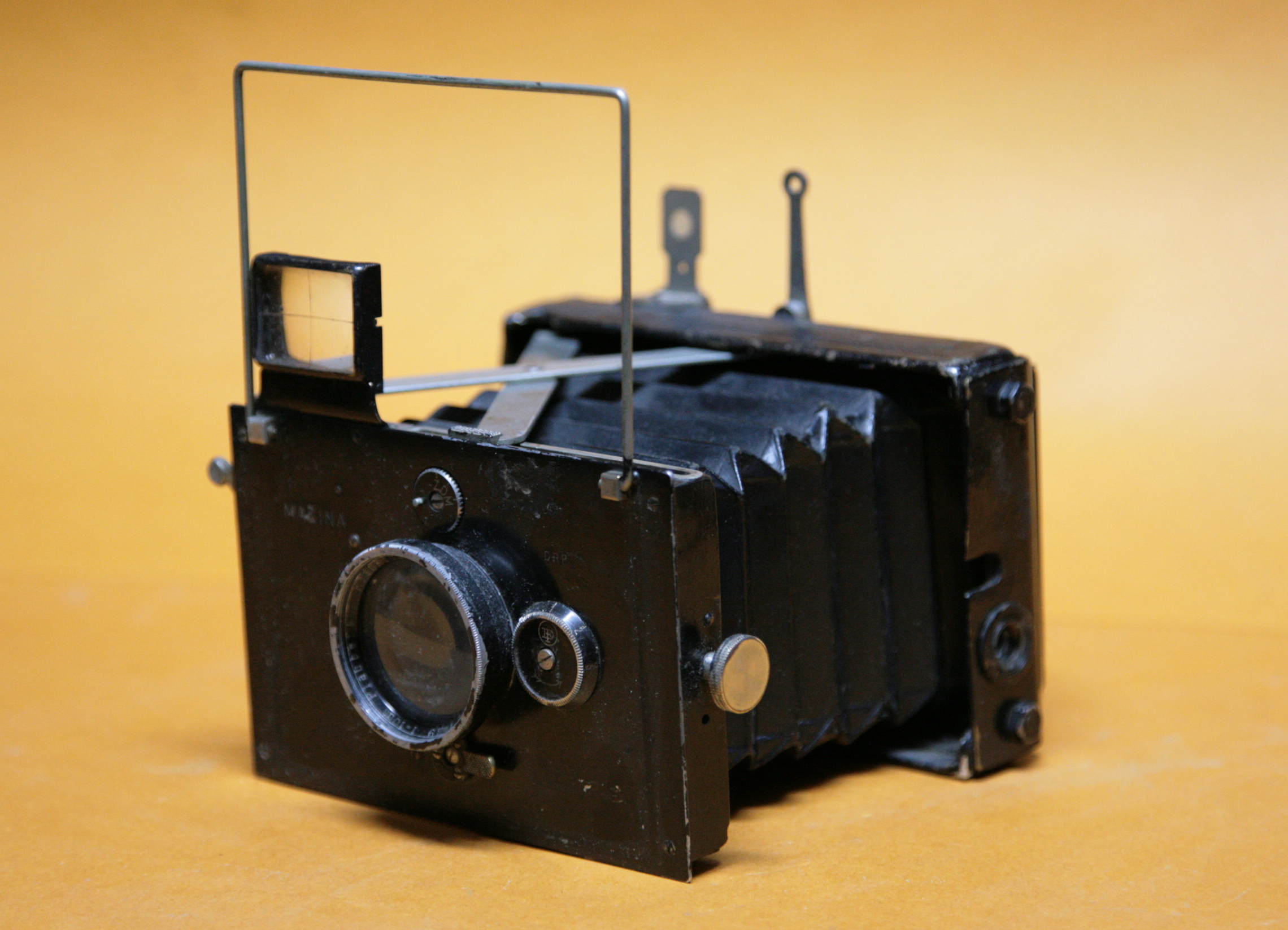
Plaubel BabyMakina 1912.

Son premier catalogue de produits a été publié pour Noël 1902 et comprenait des appareils photo de toutes tailles et de toutes marques, ainsi que de nombreux accessoires. En 1912, Hugo Schrader présenta le premier Plaubel Makina, un appareil photo à soufflet compact avec un design en forme de ciseaux et d'étriers. Il a évolué pour devenir un appareil photo de presse avant que la production ne soit arrêtée 48 ans plus tard. En 1908, les Schrader eurent un fils, Goetz, qui allait devenir le futur pilier de l'entreprise. Il entre chez Plaubel en 1925 en tant qu'apprenti et devient chef du département technique et responsable du développement des caméras en 1930. Un an plus tard, il devient copropriétaire avec son père. Après la mort de Hugo Schrader en 1940, Goetz Schrader reprend la direction de l'entreprise.
Pendant la Seconde Guerre mondiale, Plaubel a été convertie à la fabrication de matériel militaire de précision, mais elle a été bombardée et gravement endommagée en 1944. Après la fin de la Seconde Guerre mondiale en 1945, Schrader a conçu et produit un certain nombre d'appareils de studio monorail Peco de grand format. En 1961, Plaubel présente le Makiflex et le Pecoflex, des appareils photo reflex 9x9cm/6x9cm/6x6cm, avec des obturateurs à plan focal et des dos tournants,, et (en collaboration avec la société américaine Burleigh Brooks) le Veriwide 100, un appareil photo à viseur à rouleau de 6×10cm doté d'un objectif ultra-large fixe. En 1975, Schrader a vendu l'entreprise au groupe japonais Kimio Doi. Plaubel est surtout connu pour ses appareils photo 6×7 Plaubel Makina. Au milieu des années 1970, l'appareil Makina à ciseaux a été remplacé par un Makina 6x7 construit au Japon et équipé d'un objectif Nikkor, présenté pour la première fois lors d'une exposition en 1977 et commercialisé en 1978. La « sœur » grand angle, Makina W67, est arrivée en 1982. Plus tard, le type a été modifié en 670, avec des modifications telles que la possibilité d'utiliser des films 220 et une griffe. La société assure encore aujourd'hui l'entretien et la réparation de ces appareils, mais a arrêté la production du Makina 6×7 en 1986. Goetz Schrader est décédé en 1997, mais Plaubel a continué à produire des caméras monorail grand format comme la Peco Profia jusqu'en 2017. Plaubel a également produit un appareil photo monorail Peco moyen format 6×9 cm pour la photographie numérique et la photographie sur pellicule (PL69D),.